# Tronntjärnarna
Tronntjärnarna är varandra näraliggande sjöar i Åre kommun i Jämtland och ingår i Indalsälvens huvudavrinningsområde. Tronntjärnarna ligger i Vålådalen Natura 2000-område och skyddas av habitat- och fågeldirektivet.
- Tronntjärnarna (Undersåkers socken, Jämtland, 698821-135959), sjö i Åre kommun, 62°58′37″N 13°02′09″Ö / 62.9769°N 13.0357°Ö
- Tronntjärnarna (Undersåkers socken, Jämtland, 698860-135948), sjö i Åre kommun, 62°58′49″N 13°02′00″Ö / 62.9804°N 13.0332°Ö